# De materia medica

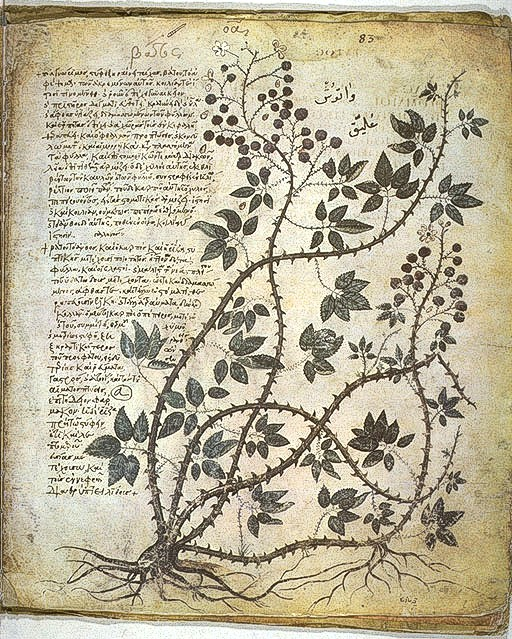
Codex Vindobonensis o Dioscórides de Viena.

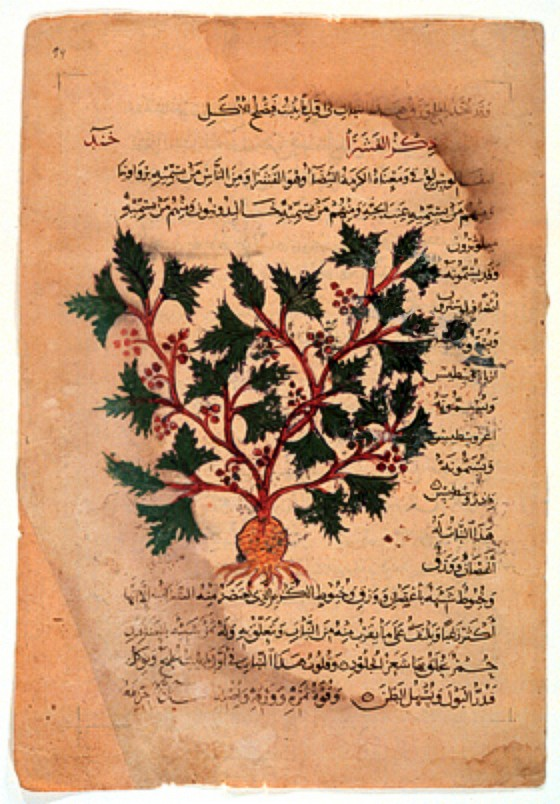
Copia en árabe de De materia medica,, se describe y dibuja un ejemplar del género Bryonia (Bryonia_dioica).

Perí Hýles Iatrikés (Περί ὕλης ἰατρικής en el griego original), más conocida como De materia medica  (Acerca de la materia medicinal en español), es una obra en cinco volúmenes escrita por Dioscórides y precursora de la farmacopea moderna. En el prefacio se describe el objetivo de la obra: "sobre la preparación, propiedades y pruebas de drogas". El texto describe unas 600 plantas medicinales, incluyendo la mandrágora, unos 90 minerales y alrededor de 30 sustancias de origen animal. A diferencia de otras obras clásicas, este libro tuvo una enorme difusión en la Edad Media tanto en su original griego como en otras lenguas, tales como el latín y el árabe. 
Escrita alrededor de 65 d. C., el más antiguo códice que se conserva de la obra data de comienzos del siglo VI, y fue copiado para uso de la patricia romana Anicia Juliana, hija del emperador Anicio Olibrio. Este manuscrito tiene un total de 491 folios, y casi 400 ilustraciones a página completa. En 1569 fue adquirido por el emperador Maximiliano I, y se conserva en la Biblioteca Nacional de Austria. Es conocido como Codex Vindobonensis (Códice de Viena) o, simplemente, como el Dioscórides de Viena. 
La obra fue traducida por primera vez al árabe en el siglo IX, en el Bagdad abasí. En el siglo siguiente, el emperador bizantino Constantino Porfirogéneta envió el libro como presente al califa cordobés Abderramán III un ejemplar en griego, que fue traducido al árabe por un monje llamado Nicolás, con la ayuda del judío Hasdai ibn Shaprut. Se imprimió por primera vez, en latín, en 1478, en Colle di Val d'Elsa (Toscana) por Pedro Paduano. Fue traducido al español por Andrés Laguna.
De materia medica fue conocida durante la Edad Media en griego, en latín y en árabe —que en ese entonces eran las tres lenguas utilizadas para los textos científicos—, lo que originó la aparición de múltiples copias en las que se agregaron cambios que corrompieron el texto original.
La incorporación al mundo de la imprenta del texto de Dioscórides se hizo en dos etapas. Primero se imprimió en 1478 la que en algunos textos se ha considerado como su edición princeps, pero que en realidad es un compendio farmacológico redactado en la Escuela de Salerno, conocido como el Dyoscorides, que añadía al texto original algunos agregados de Galeno, Isidoro y otros con comentarios de Pietro d'Abano. La primera edición del libro de Dioscórides, ya parcialmente depurada de añadidos medievales, fue llevada a cabo por el impresor veneciano Aldo Manuzio en 1499.